# Steffi Kräker
Steffi Kräker, po mężu Biskupek (ur. 21 kwietnia 1960 w Lipsku) – niemiecka gimnastyczka sportowa reprezentująca NRD. Wicemistrzyni olimpijska w skoku oraz dwukrotna brązowa medalistka olimpijska w wieloboju drużynowym i ćwiczeniach na poręczach z Moskwy (1980), brązowa medalistka olimpijska w wieloboju drużynowym z Montrealu (1976) oraz sześciokrotna brązowa medalistka mistrzostw świata, multimedalistka pucharu świata.

## Osiągnięcia
| Rok                   | Zawody                | Konkurencja           | Konkurencja           | Konkurencja           | Konkurencja           | Konkurencja           | Konkurencja           |
| Rok                   | Zawody                | VT                    | UB                    | BB                    | FX                    | AA                    | Team                  |
| Zawody międzynarodowe | Zawody międzynarodowe | Zawody międzynarodowe | Zawody międzynarodowe | Zawody międzynarodowe | Zawody międzynarodowe | Zawody międzynarodowe | Zawody międzynarodowe |
| --------------------- | --------------------- | --------------------- | --------------------- | --------------------- | --------------------- | --------------------- | --------------------- |
| 1976                  | Igrzyska olimpijskie  | 10T QR                | 14T QR                | 38T QR                | 44T QR                | 21T QR                | 3                     |
| 1977                  | Puchar świata         | 5                     | 3                     | 2                     | 2                     | 2                     |                       |
| 1978                  | Puchar świata         |                       | 1                     | 7                     | 6                     | 5                     |                       |
| 1978                  | Mistrzostwa świata    | 3                     | 6                     |                       |                       | 7                     | 3                     |
| 1979                  | Puchar świata         | 4                     | 1                     |                       | 4                     | 5                     |                       |
| 1979                  | Mistrzostwa świata    |                       | 4                     | 3                     |                       | 7                     | 3                     |
| 1980                  | Igrzyska olimpijskie  | 2                     | 3                     | 12T QR                | 22T QR                | 8                     | 3                     |
| 1980                  | Puchar świata         | 5                     | 2                     |                       |                       | 3                     |                       |
| 1981                  | Mistrzostwa świata    | 3                     |                       |                       |                       | 9                     | 3                     |